# Augeneriella pectinata
Augeneriella pectinata är en ringmaskart som beskrevs av Fitzhugh 1990. Augeneriella pectinata ingår i släktet Augeneriella och familjen Sabellidae. Inga underarter finns listade i Catalogue of Life.